# 里谷多英
里谷多英（日语：／ Satoya Tae，1976年6月12日—），日本女子自由式滑雪运动员。她曾代表日本参加1994年、1998年、2002年、2006年和2010年冬季奥林匹克运动会自由式滑雪比赛，获得一枚金牌和一枚铜牌。